# Mokra Gora (Gebirge)
Die Mokra Gora (serbisch-kyrillisch Мокра Гора; albanisch Mali i Moknës) ist eine Gebirgskette in Südwestserbien, Nordwestkosovo und Ostmontenegro. Sie markiert auf einer Länge von etwa 20 Kilometern die Grenze zwischen Serbien und Kosovo und wird im weiteren Sinne zum Prokletije gerechnet.
Der höchste Berg ist mit 2155 m der Pogled, dessen Gipfel in der serbischen Gemeinde Tutin nahe der montenegrinischen Grenze liegt. Etwas weiter westlich liegt der Beleg (2142 m).
Westlich wird im weiteren Sinne auch der Mali i Zhlebit (2365 m), das Ahmica-Štedim-Massiv (Ahmica 2272 m), Hajla-Stock (2403 m), und die niedrigen Berge Murgoš (Murgaš), Glođija und die Mokra planina am Čakorpass zu dieser Gruppe gerechnet. Dann ist der Hajla der Hauptgipfel der Gruppe.